# Línea 6 del Metro de Shanghái
La línea 6 es una línea oriental norte-sur de la red del Metro de Shanghái. Toda la línea se encuentra en el Distrito Nuevo de Pudong, desde Waigaoqiao a Sanlin.

## Estaciones[1]
| Nombre de la estación Castellano              | Nombre de la estación Hanzi | Transbordo | Localización |
|                                               |                             |            |              |
| Calle Gangcheng                               | 港城路                      |            | Pudong       |
| Norte de Zona de Libre Comercio de Waigaoqiao | 外高桥保税区北              |            | Pudong       |
| Calle Hangjin                                 | 航津路                      |            | Pudong       |
| Sur de Zona de Libre Comercio de Waigaoqiao   | 外高桥保税区南              |            | Pudong       |
| Calle Zhouhai                                 | 洲海路                      |            | Pudong       |
| Avenida Wuzhou                                | 五洲大道                    |            | Pudong       |
| Calle Dongjing                                | 东靖路                      |            | Pudong       |
| Calle Jufeng                                  | 巨峰路                      |            | Pudong       |
| Calle Wulian                                  | 五莲路                      |            | Pudong       |
| Calle Boxing                                  | 博兴路                      |            | Pudong       |
| Calle Jinqiao                                 | 金桥路                      |            | Pudong       |
| Calle Yunshan                                 | 云山路                      |            | Pudong       |
| Calle Deping                                  | 德平路                      |            | Pudong       |
| Calle Beiyangjing                             | 北洋泾路                    |            | Pudong       |
| Calle Minsheng                                | 民生路                      |            | Pudong       |
| Estadio de Yuanshen                           | 源深体育中心                |            | Pudong       |
| Avenida del Siglo                             | 世纪大道                    |            | Pudong       |
| Calle Pudian                                  | 浦电路                      |            | Pudong       |
| Calle Lancun                                  | 蓝村路                      |            | Pudong       |
| Centro Médico de Niños de Shanghái            | 上海儿童医学中心            |            | Pudong       |
| Linyi Xincun                                  | 临沂新村                    |            | Pudong       |
| Calle Gaoke Oeste                             | 高科西路                    |            | Pudong       |
| Calle Dongming                                | 东明路                      |            | Pudong       |
| Calle Gaoqing                                 | 高青路                      |            | Pudong       |
| Calle Huaxia Oeste                            | 华夏西路                    |            | Pudong       |
| Calle Shangnan                                | 上南路                      |            | Pudong       |
| Calle Lingyan Sur                             | 灵岩南路                    |            | Pudong       |
| Centro de Deportes Oriental                   | 东方体育中心                |            | Pudong       |